# Zabytki w Trzebiatowie

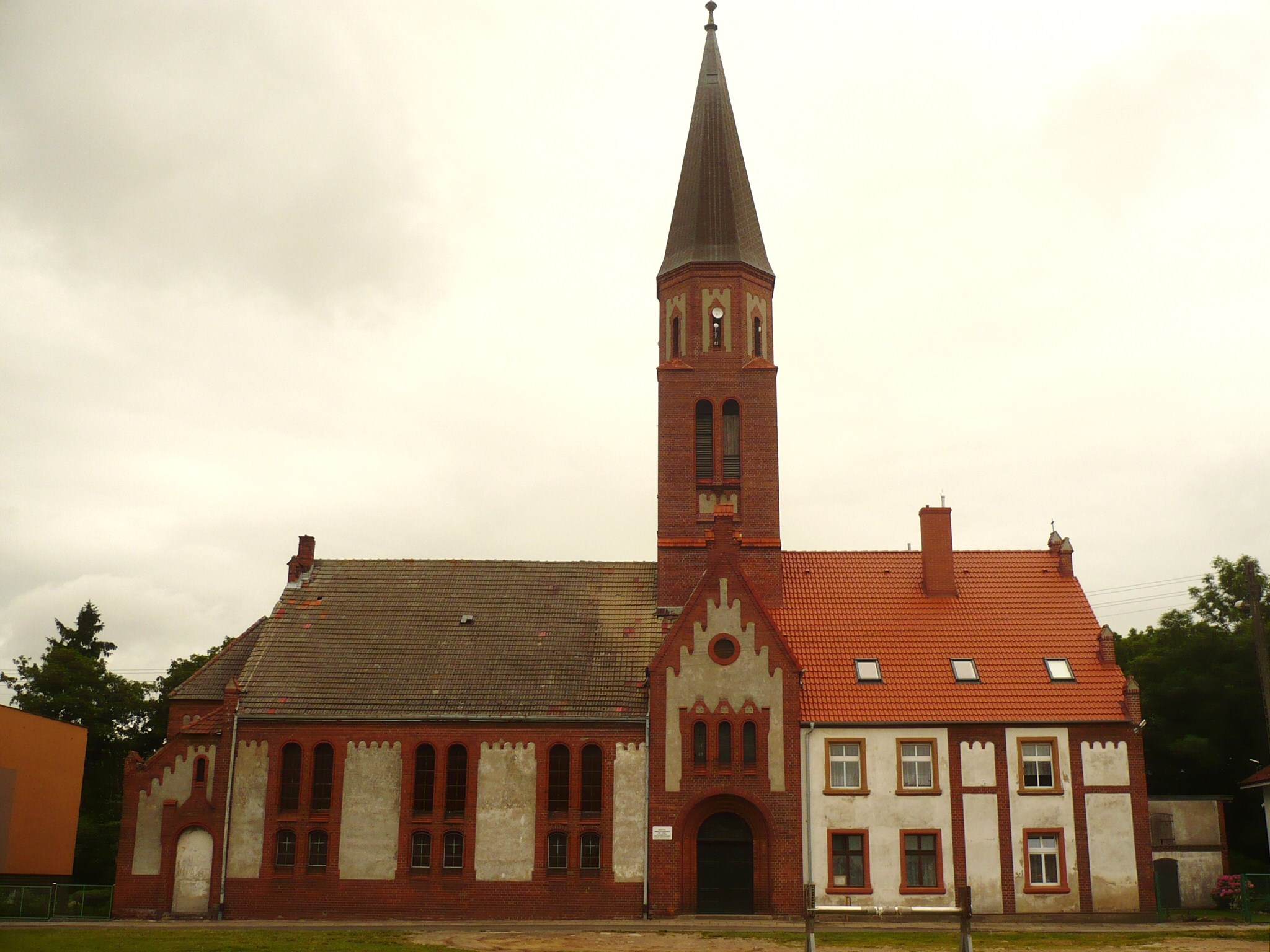
Trzebiatów. Kościół pw. św. Jana

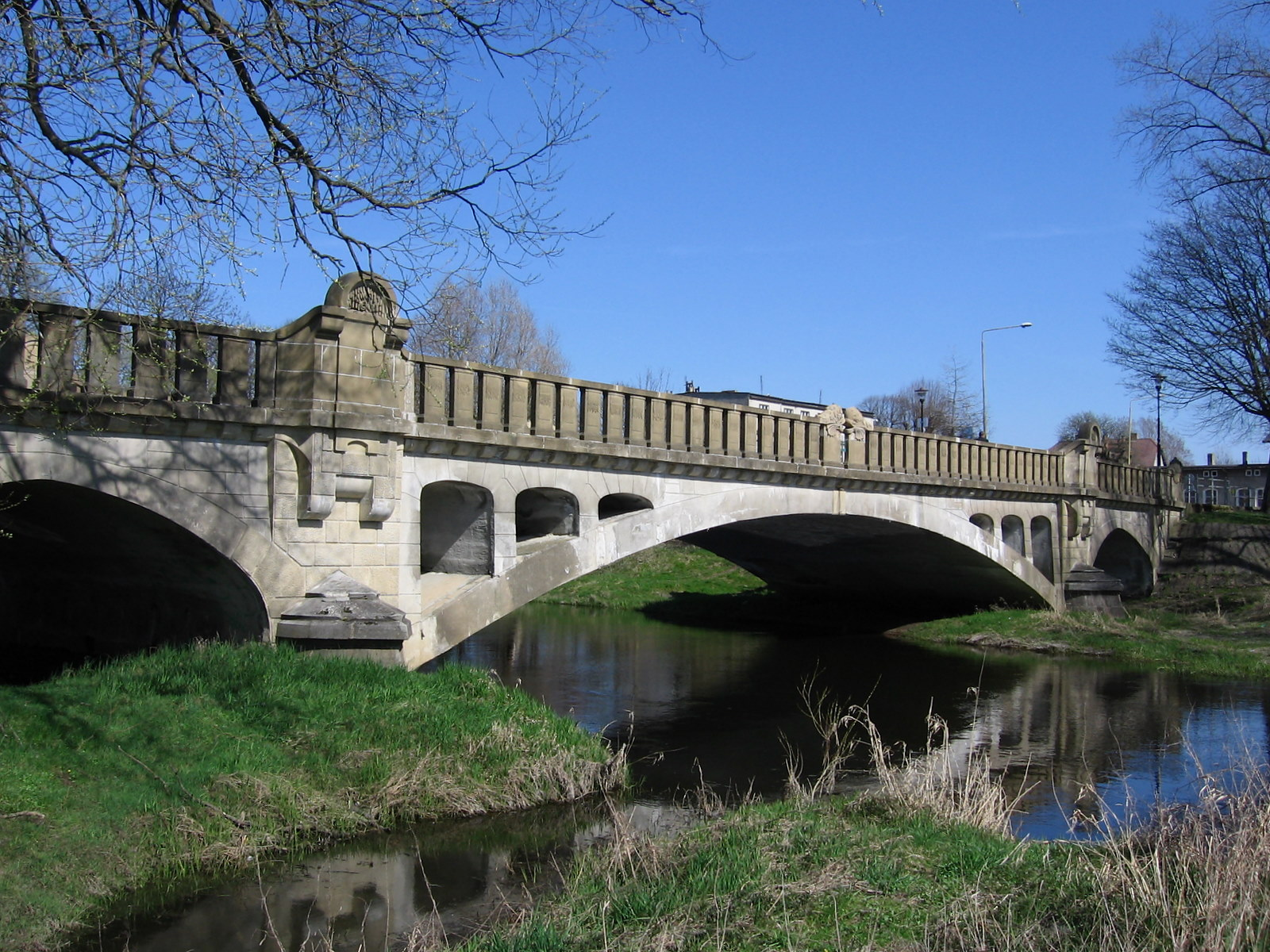
Most Dworcowy nad Regą

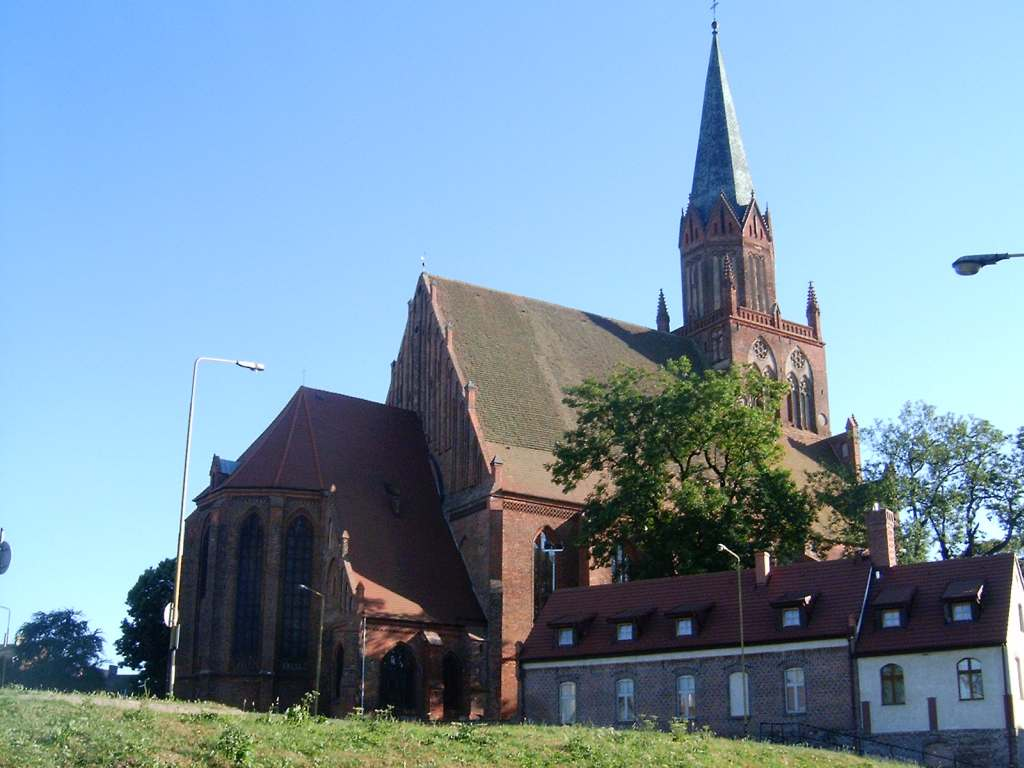
Kościół Mariacki

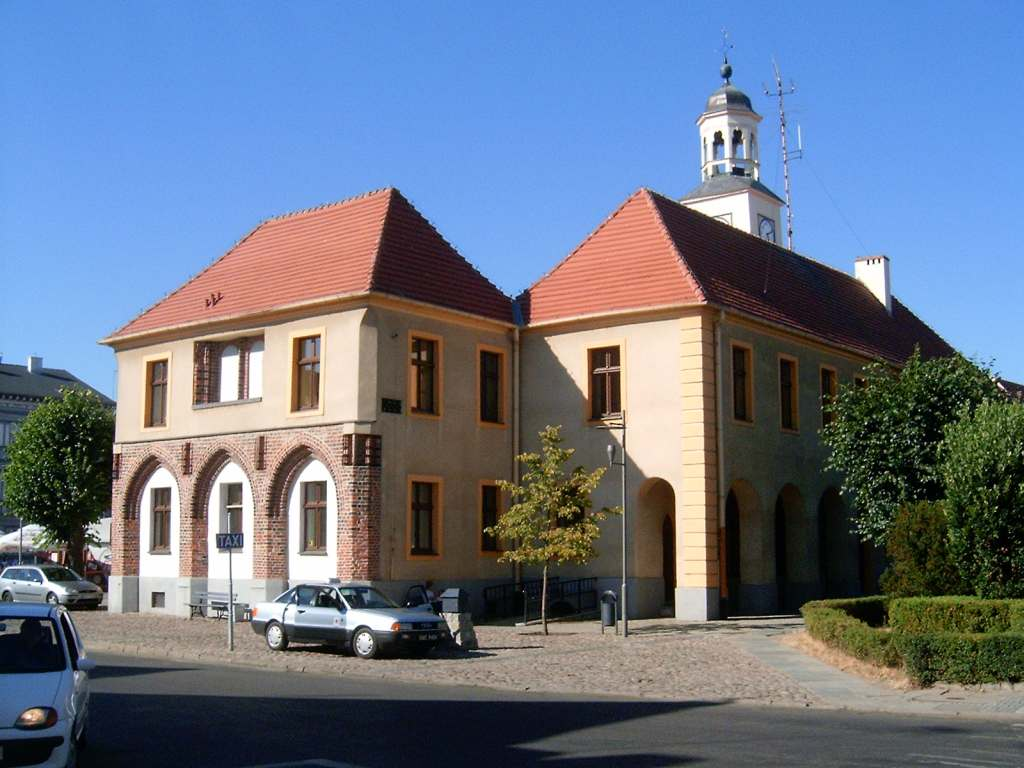
Trzebiatowski ratusz

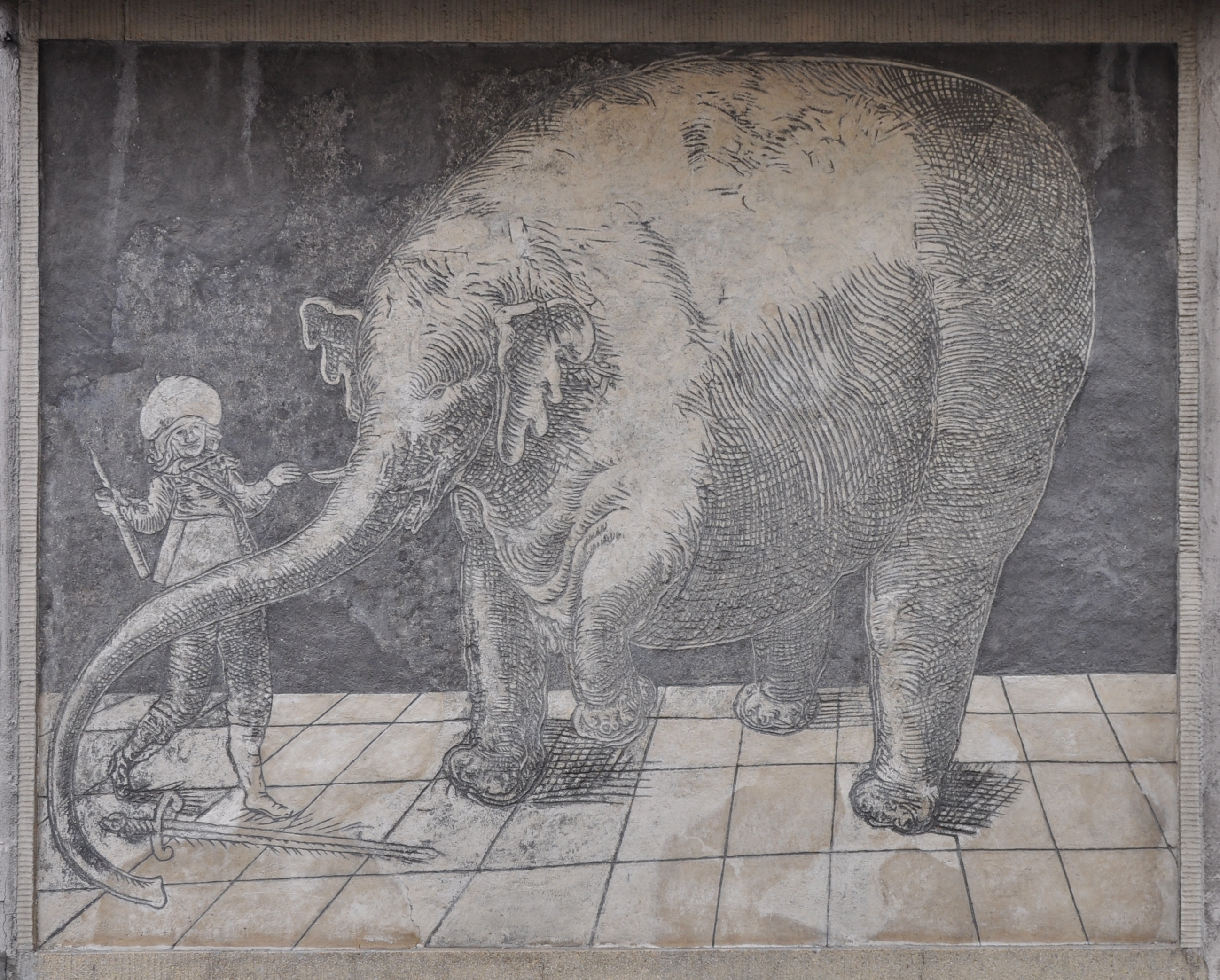
Sgraffito ze słonicą Hansken (1639)

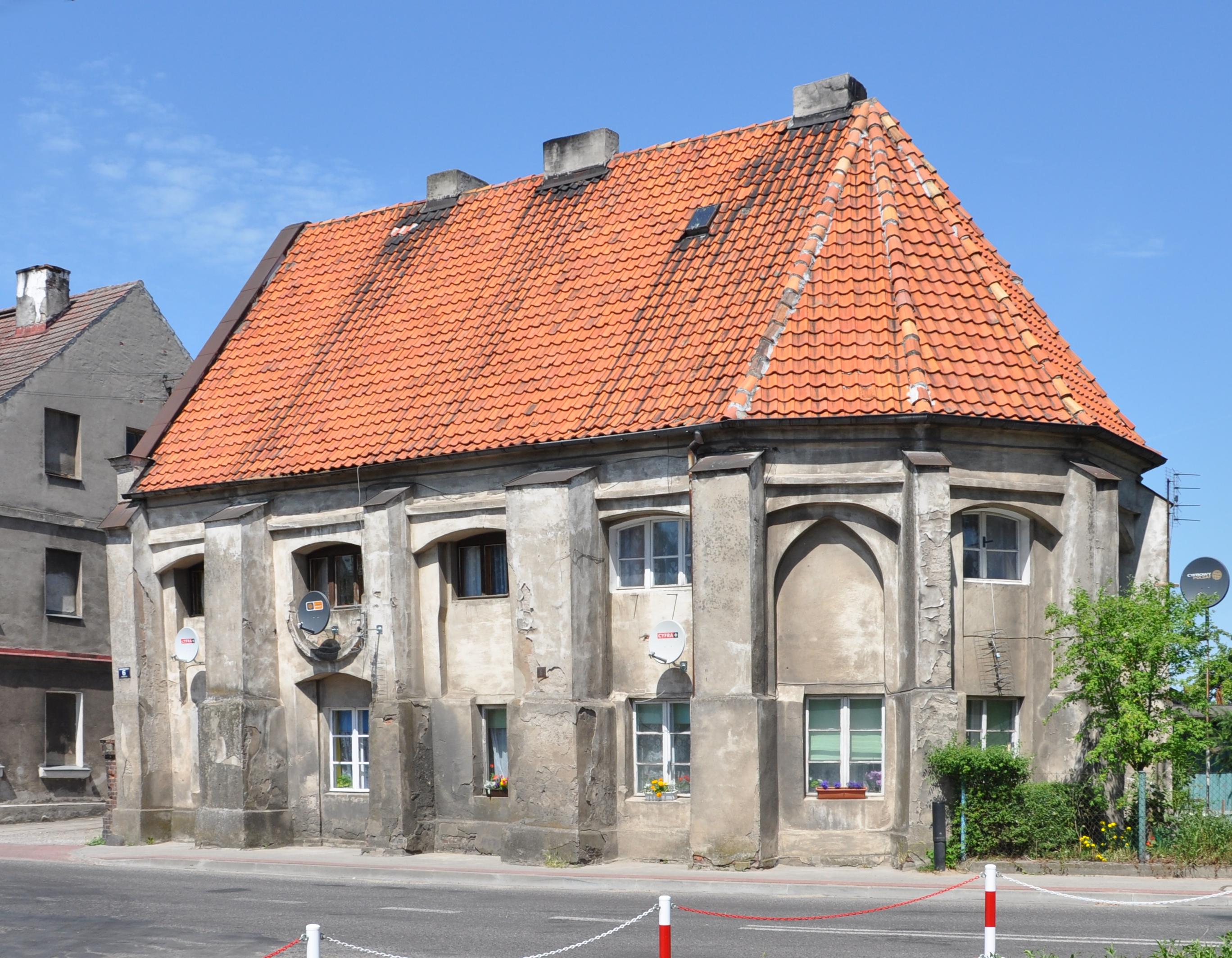
Kaplica św. Jerzego z XIV wieku (obecnie dom mieszkalny)

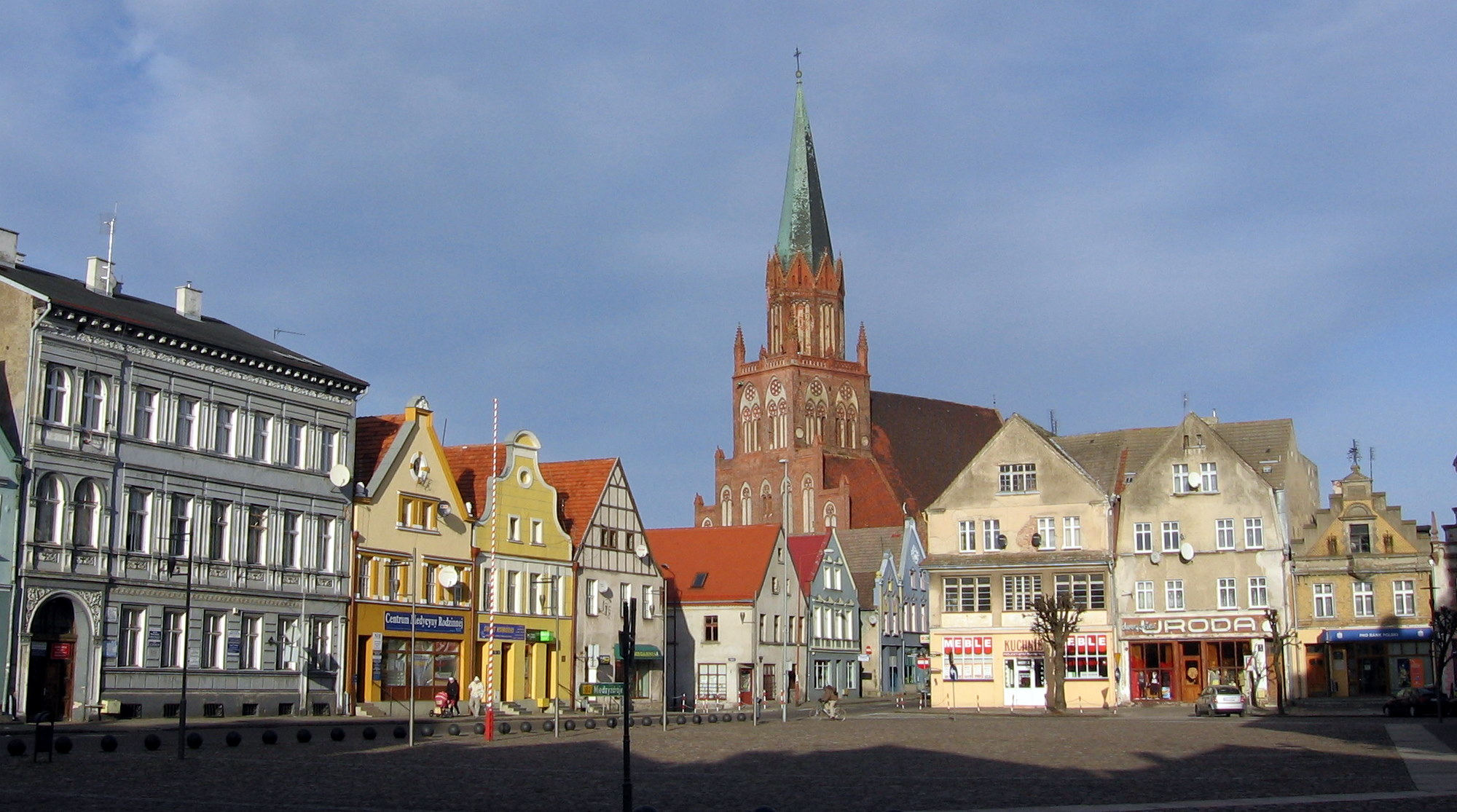
Kamienice północnej strony Rynku

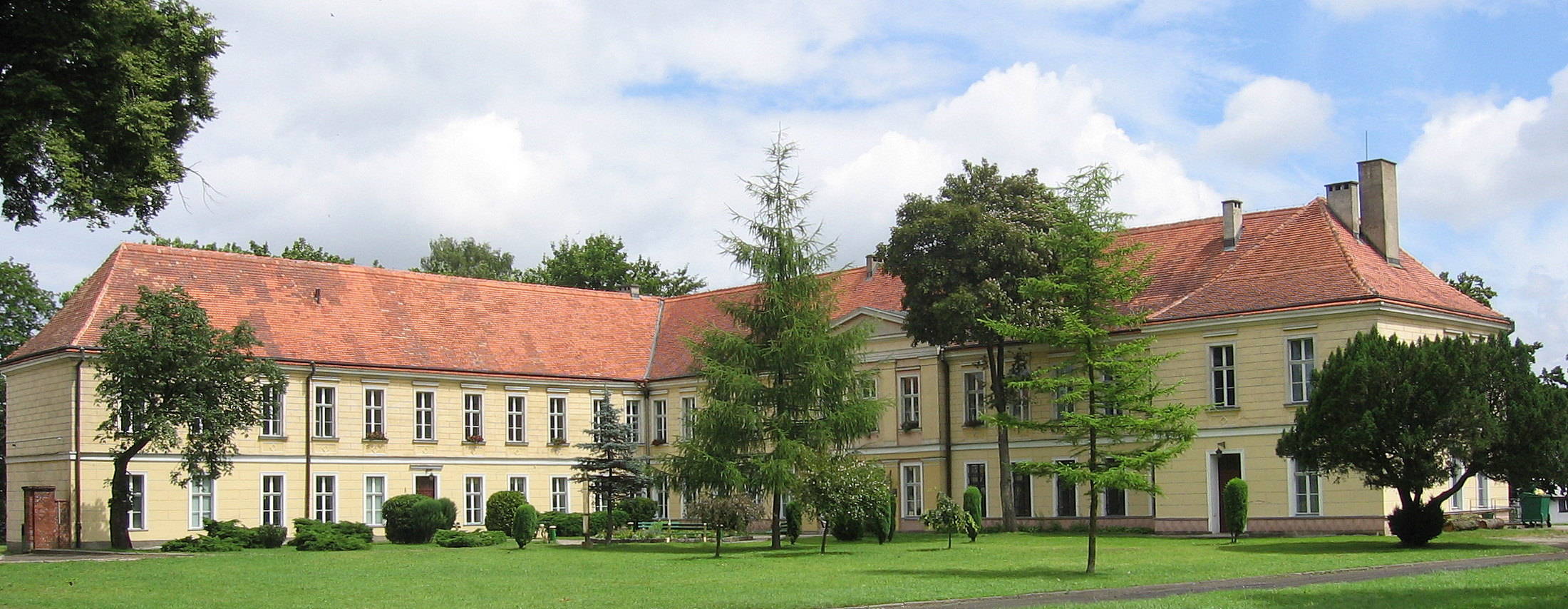
Pałac nad Młynówką

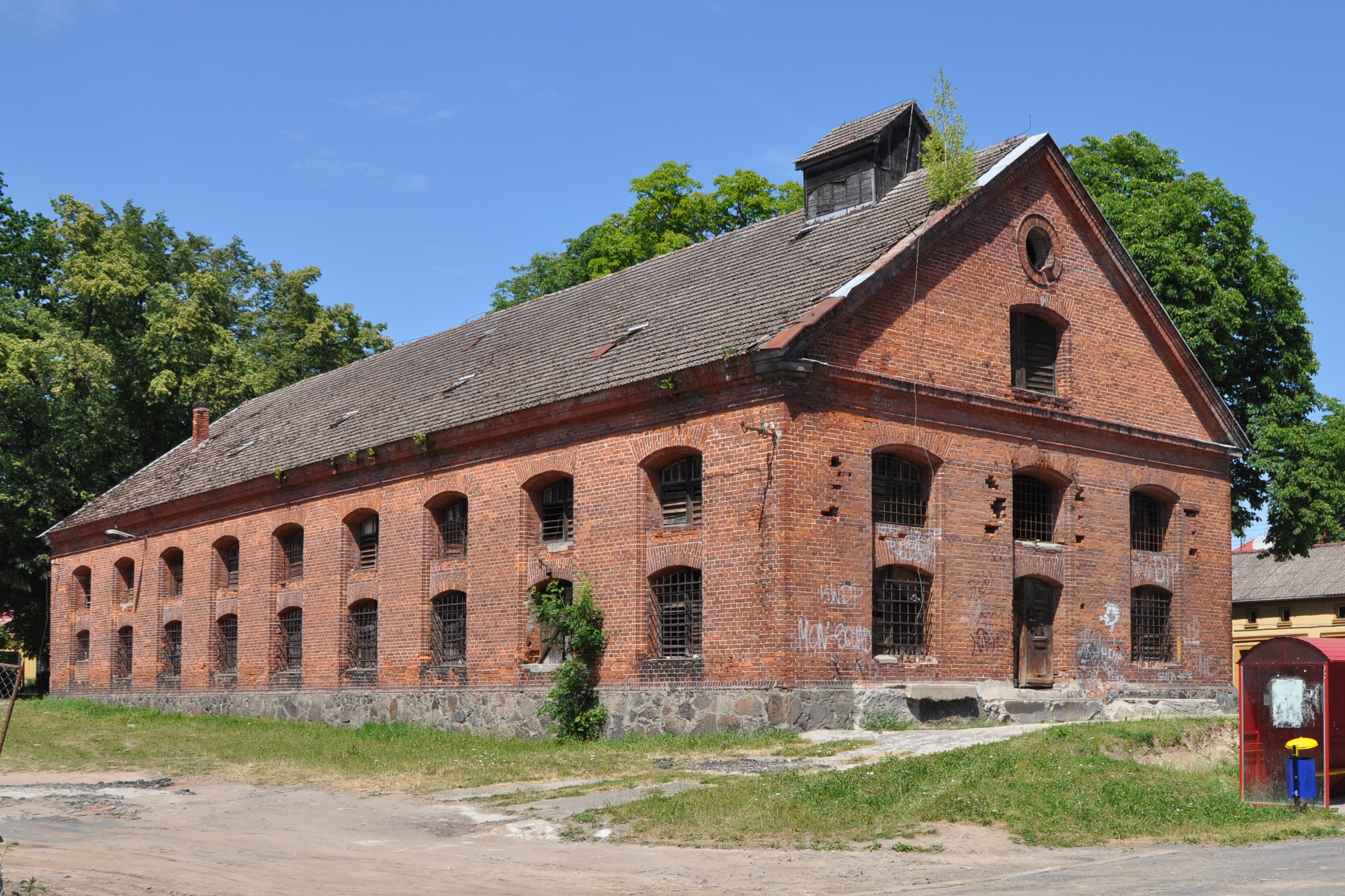
Spichrz przy placu Lipowym z 1850 roku

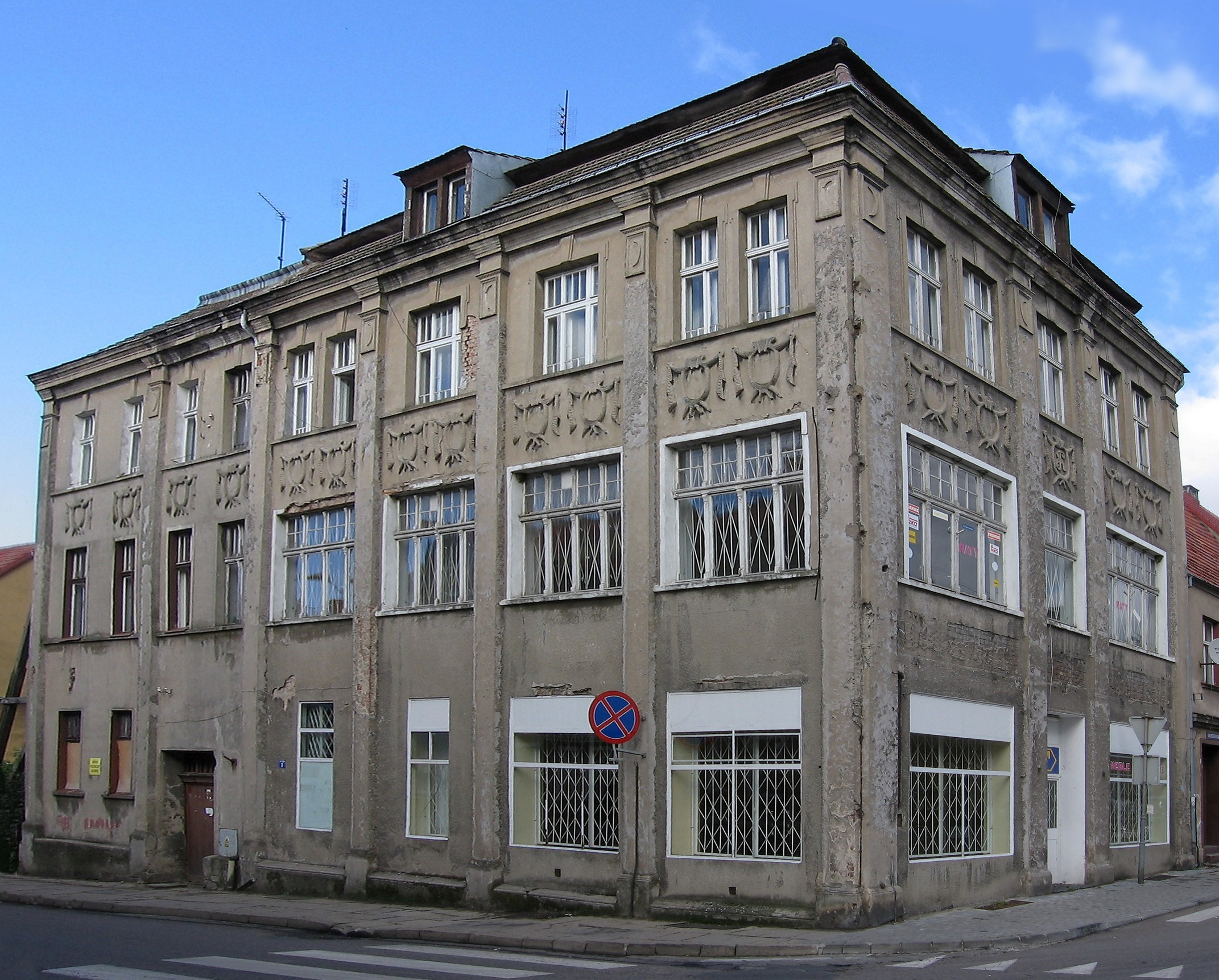
Dom przy ul. Witosa 7 z początku XX wieku

Lista zabytków chronionych prawnie znajdujących się w Trzebiatowie:
- teren Starego Miasta – charakterystyczny dla Trzebiatowa jest szachownicowy układ urbanistyczny.
- mury miejskie z pierwszej połowy XIV wieku i pierwszej połowy XV wieku (ul. Wąska, Kręta, Kozia, Łukowa)
- Baszta Kaszana – wieża prochowa (ul. Wąska)
- kościół Macierzyństwa NMP - budowla gotycka z XIV wieku, kościół farny na wieży którego znajdują się 3 zabytkowe dzwony: średniowieczny dzwon z 1399 roku, dzwon Maria z 1515 roku oraz dzwon z 1905 roku
- kaplica Świętego Ducha – budowla gotycka z XIII wieku, w której odbył się sejm trzebiatowski w 1534 roku, w 1720 r. była wykorzystywana jako magazyn soli, a od 1902 r. aula szkoły gospodarczej, od 1955 r. stanowi prawosławną cerkiew parafialną
- kaplica św. Gertrudy – budowla gotycka z XIV wieku, obecnie kościół greckokatolicki pw. św. Piotra i św. Pawła
- kaplica św. Jerzego – budowla gotycka z XIII lub XIV wieku, obecnie dom mieszkalny
- kolejowa wieża ciśnień z 1906 roku
- kościół św. Jana – ufundowany w XVIII wieku, przebudowany w stylu neogotyckim na początku XX wieku, obecnie kościół ewangelicki

- pałac – pierwotnie klasztor norbertanek, następnie przebudowy na zamek książęcy, a w XVIII wieku na pałac klasycystyczny
- ratusz – budynek w stylu klasycystycznym z barokową wieżyczką i hełmem, został gruntownie przebudowany na początku XVII wieku na bazie zniszczonego gotyckiego ratusza z XV wieku
- sgraffito – barokowy rysunek na elewacji zewnętrznej kamienicy przy rynku, datowany na 1635 rok, umieszczony na ścianie Domu pod Słoniem (Rynek 26) przedstawiający słonicę Hansken z podniesioną trąbą i mieczem prowadzonego przez cyrkowego tresera.
- park miejski zwany Królewskim Gajem z XIX wieku (ul. Łąkowa),

- most Dworcowy nad Regą – most drogowy z 1905 roku w stylu secesyjnym, będący częścią traktu ze Starego Miasta do dworca kolejowego; żelbetowa konstrukcja jest ozdobiona bogatymi elementami rzeźbiarskimi, symbolizującymi związek z wodą; długość mostu wynosi 53,9 m, a szerokość jezdni 6,1 m.
- spichrz przy placu Lipowym 28 z 1850 roku,
- zespół młyna przy ul. Słowackiego 59 z 1927 roku, obejmujący: młyn, magazyn, 2 domy mieszkalne
- zespół elektrowni wodnej na Młynówki wybudowany w latach 1926–1927, obejmuje: budynek elektrowni wodnej, stopień wodny (EW Trzebiatów I). Ostał się w prawie niezmienionej formie architektonicznej.
- zespół dworca kolei wąskotorowej Trzebiatów Wąskotorowy z przełomu XIX/XX wieku, obejmuje dworzec, budynek administracyjny (obecnie mieszkalny), lokomotywownię. Zabytkiem jest też sama linia kolei wąskotorowej Popiele-Trzebiatów.
- zespół koszar przy ul. Zagórska/Władysław Jagiełły wybudowany w latach 1895–1901, obejmuje takie obiekty jak: willa komendanta, 4 budynki koszarowe, sala gimnastyczna (obecnie kaplica), sala musztry (obecnie sala gimnastyczna), lazaret (obecnie kasyno żołnierskie), stołówka, rusznikarnia, budynek szkolny (obecnie sztab), kasyno oficerskie, stajnia, ogrodzenie.
- zespół dawnego zakładu dla obłąkanych w Jarominie z 1899, 1920–1930

- dom przy ul. Kościuszki 7 – szachulcowy z przełomu XVIII/XIX wieku,
- dom przy ul. Mostowej 12 z 1900 roku,
- dom nr 2 z oficyną przy Rynku i Wojska Polskiego z 2. połowy XIX wieku,
- dom nr 5 przy Rynku – murowano-szachulcowy z końca XVII wieku, przebudowany w XIX wieku,
- dom nr 7 przy Rynku – murowano-szachulcowy z XV, XVII, przełomu XIX/XX wieku,
- dom nr 8 przy Rynku z XV wieku, przebudowany w 1899 roku,
- dom nr 12 przy Rynku z przełomu XVIII/XIX wieku,
- dom nr 13 przy Rynku – murowano-szachulcowy z przełomu wieków: XVII/XVIII, XIX/XX,
- dom nr 14 przy Rynku – murowano-szachulcowy z XVIII, przebudowany na przełomie XIX/XX wieku,
- dom nr 15 przy Rynku z 1. połowy XIX wieku,
- dom nr 25 z oficyną przy Rynku z 1. połowy XVIII wieku, przebudowany na przełomie XIX/XX wieku,
- dom nr 27 przy Rynku z XV, przebudowany w XVII/XVIII, XIX/XX wieku,
- dom nr 28 przy Rynku z XV wieku, przebudowany w połowie XVIII wieku i XX wieku,
- dom nr 30 przy Rynku z XV, przebudowany w XVIII, XX wieku,
- dom nr 31 przy Rynku z XV, przebudowany w XVI, XIX, XX wieku,
- dom nr 32 przy Rynku – murowano-szachulcowy, z końca XIX wieku,
- dom przy ul. Sienkiewicza 2 z przełomu XIX/XX wieku,
- dom przy ul. Sienkiewicza 3 z przełomu XIX/XX wieku,
- dom przy ul. Sienkiewicza 4 z przełomu XIX/XX wieku,
- dom przy ul. Sienkiewicza 5 z przełomu XIX/XX wieku,
- dom przy ul. Słowackiego 1 z przełomu XV/XVI wieku, przebudowany w wiekach: XVI, XVII, początek XX,
- dom przy ul. Słowackiego 4/5 z XV wieku, przebudowany na przełomie XIX/XX wieku,
- dom przy ul. Słowackiego 6 z 3. ćwierćwiecza XIX wieku,
- dom przy ul. Słowackiego 10 z 2. połowy XIX wieku,
- dom przy ul. Słowackiego 54 z (XV) XVIII wieku, przebudowany na początku XX wieku,
- dom przy ul. Witosa 7 / ul. Kościuszki 38 z 1. ćwierćwiecza XX wieku,
- dom przy ul. Wojska Polskiego 20 z przełomu XVIII/XIX wieku,
- dom przy ul. Wojska Polskiego 39 z początku XX wieku,
- dom z oficyną przy ul. Wojska Polskiego 52, 52a z 2. połowy XIX wieku,
- dom z oficynami, ul. Wojska Polskiego 59, 59a z 4. ćwierćwiecza XIX,
- dom przy ul. Wojska Polskiego 58 z XVIII wieku,
- dom przy ul. Wojska Polskiego 60 z XVII wieku, przebudowany w połowie XIX wieku,
- dom przy ul. Wojska Polskiego 62/63 (62/62a) z przełomu XVII/XVIII wieku, przebudowany w połowie XIX wieku,
- dom przy ul. Wojska Polskiego 64 z XVII wieku, przebudowany na przełomie XIX/XX wieku,

## Obiekty historyczne
Obiekty o walorach historycznych:
- stary kamienny krzyż, prawdopodobnie z XVI w. upamiętniający śmierć mieszczanina Jakuba von Wacholtza. Krzyż często określany jest jako tzw. krzyż pokutny, czyli krzyż wystawiany przez zabójcę w wyniku jego umowy ugodowej z rodziną zabitego, mającej zapobiec krwawej zemście. Umowy takie były dopuszczalne w średniowieczu i w niektórych z nich, jednym z postanowień była fundacja krzyża przez zabójcę. Ta ostatnia legenda jest w ostatnich dziesięcioleciach bardzo popularna w związku wytworzoną przez środowiska dolnośląskich regionalistów "modą" na krzyże pokutne. Niestety  hipoteza krzyży pokutnych nie opiera się na dowodach co do zaliczania konkretnych krzyży do tej kategorii, ale jedynie na nieuprawnionym generalnym założeniu, że wszystkie stare kamienne krzyże monolitowe,  o których pochodzeniu nie zachowały się żadne informacje,  są krzyżami pokutnymi (pojednania)[2], chociaż w  rzeczywistości powód fundacji takich krzyży może być różnoraki, tak jak każdego innego krzyża. Niestety hipoteza ta stała się na tyle popularna, że zaczęła być odbierana jako fakt i pojawiać się w lokalnych opracowaniach, informatorach czy przewodnikach jako faktyczna informacja, bez uprzedzenia, że jest to co najwyżej luźny domysł bez żadnych bezpośrednich dowodów. W przypadku trzebiatowskiego krzyża inskrypcja świadczy, że jest to po prostu krzyż upamiętniający śmierć, wystawiony prawdopodobnie przez rodzinę zmarłego.
- ruiny Kaplicy Jerozolimskiej – kaplica pielgrzymkowa wzniesiona w XV wieku na przedmieściu Wyszkowo w miejscu dawnego klasztoru norbertanek